# Non sequitur
Non sequitur (з лат. — «не випливає») — нерелевантний аргумент, термін для позначення логічної помилки, де наданий довід не пов'язаний з висновком. Є одним з найпоширеніших прийомів в демагогії й софізмі, так як дозволяє використовувати близькі за значенням, але не такі, що виходять одна з одної, тези в суперечці й полеміці. Обидві тези в реальності можуть бути істинними, але перша теза ніяк не доводить ствердження другої тези. Помилку часто можна зустріти в повсякденному розмові, від чого вона ще більш небезпечна, тому що складно розпізнається обивателем без критичного погляду. Однак у математичній логіці (формальній мові), дану помилку виявити неможливо, тому що структурою силогізму є імплікація.
Логічну хибу можна продемонструвати таким прикладом:
«Всі студенти нашої групи — відмінники;
Яценко — відмінник;
Отже, Яценко студент нашої групи».
Жодного вірного висновку в цьому доведенні зробити не можливо, бо обидва засновки часткові судження. Насправді «відмінники» можуть бути і в інших групах університету. Зараз порушено третє правило засновків силогізму: із двох часткових засновків жодного висновку зробити не можна. Перший засновок є часткове судження, яке означає, що декілька студентів університету — відмінники, незважаючи на слово «всі» (котре відноситься лише до «групи»). Хоча у доведенні обидва засновки істинні, другий з них жодним чином не витікає з другого. Вони лише близькі за значенням, але не виходять один з одного. Більш того, надані доводи жодним чином не пов’язані з висновком. Тут на городі бузина, а в Києві — дядько. Вислів означає абсолютно різнорідні речі або нісенітницю. У народі кажуть: «чув дзвін, та не знає, де він». 
Яценко С. Софістика. 2016.

## Приклади в повсякденній мові
Схематично помилку non sequitur можна змалювати так:
- Якщо A істинно, то B істинно.
- B це істинно.
- Отже, A істинно

Через свою популярності, абсурдні варіанти цієї помилки перетворюються на жарти — твердження, заключна частина яких абсолютно не пов'язана з першою частиною:
- Всі люди смертні, Сократ є людиною, отже, Сократу подобаються дівчата.
- Життя — це життя, а веселощі — це весело, але все так тихо, коли золоті рибки гинуть.[3]

Але менш очевидні помилки non sequitur часто буває важко відстежити. У приклад можна взяти уривок з «Психології критичного мислення» Даян Гелперн:
. . . мені пригадується заява, зроблена одним з викладачів на засіданні комісії зі складання навчальних планів, де обговорювалося питання про те, чи слід вимагати, щоб всі студенти вивчали яку-небудь іноземну мову. Викладач висунув наступні аргументи на підтримку цієї пропозиції: «Ми повинні вимагати, щоб всі студенти вивчали яку-небудь іноземну мову, тому що дуже важливо дати студентам якісну освіту». Придивіться уважніше до висновку і посилці. Чи пов'язана вона з висновком? Всі члени комісії зі складання навчальних планів вважали, що кожен студент повинен отримати якісну освіту, але ж обговорювалося питання про те, чи потрібно вимагати від усіх студентів вивчення іноземної мови. Не було наведено жодних причин, за якими вивчення іноземної мови є необхідною частиною якісної освіти. Ув'язнення не випливало з наведеного доводу.
У Алана Тюринга, англійського математика, був ще один приклад:
«Якби кожна людина керувалася у своєму житті набором якихось встановлених правил, вона була б не краще машини. Але оскільки таких правил не існує, люди не можуть бути машинами.»
Незважаючи на те, що твердження здається нам правдоподібним, воно все ж є аргументом non sequitur. У ствердженні висловлюється можливість людини бути краще машини, а не бути самою машиною, як свідчить наслідок.

## Приклади в логіці
Усі люди смертні, Сократ є людиною, отже, Сократу подобаються дівчата.
Позначимо за А — Сократ людина й усі люди смертні.
Позначимо за В — Сократу подобаються дівчата.
Дотримуючись таблиці істинності для імплікації це висловлювання є істинним, хоча насправді воно суперечить здоровому глузду .
Ось ще один приклад:
Ми повинні вимагати, щоб всі студенти вивчали яку-небудь іноземну мову, тому що дуже важливо дати студентам якісну освіту.— [джерело?]
Позначимо за А — вимога до студентів щодо вивчення іноземних мов.
Позначимо за В — надання студентам якісної освіти.
Виходячи з логіки, це висловлювання також є істинним. Але в даному випадку воно здається менш абсурдним.
| {\displaystyle A} | {\displaystyle B} | {\displaystyle A\to B} |
| ----------------- | ----------------- | ---------------------- |
| {\displaystyle 0} | {\displaystyle 0} | {\displaystyle 1}      |
| {\displaystyle 1} | {\displaystyle 0} | {\displaystyle 0}      |
| {\displaystyle 0} | {\displaystyle 1} | {\displaystyle 1}      |
| {\displaystyle 1} | {\displaystyle 1} | {\displaystyle 1}      |

## Загальні приклади

Діаграма Ейлера, що ілюструє помилку:
Твердження 1: Більша частина зеленого торкається червоного.
Твердження 2: Більша частина червоного торкається синього.
Логічна помилка: Оскільки більша частина зеленого торкається червоного, а більша частина червоного торкається синього, більша частина зеленого повинна торкатися синього. Однак це неправдиве твердження.

«Деякі з ваших ключових доказів відсутні, неповні або навіть підроблені! Це доводить, що я маю рацію!»
«Ветеринар не може знайти жодного розумного пояснення, чому мій собака загинув. Дивіться! Дивіться! Це доводить, що ви його отруїли! Іншого логічного пояснення немає!»
«Адольф Гітлер любив собак. Він був злим. Тому любити собак — це бути злим».
У найсуворішому розумінні логічна помилка — це неправильне застосування дійсного логічного принципу або застосування неіснуючого принципу:
1. Більшість Рімнарів — Йорнари.
2. Більшість Йорнарів — Дімнари.
3. Тому більшість Рімнарів — це Дімнари.

Це помилково. І так само це:
1. Люди в Кентуккі підтримують прикордонну огорожу.
2. Люди в Нью-Йорку не підтримують прикордонну огорожу.
3. Тому люди в Нью-Йорку не підтримують людей у Кентуккі.

Справді, не існує логічного принципу, який стверджував би:
1. Для деяких x, P (x).
2. Для деяких x, Q (x).
3. Отже, для деяких x, P (x) та Q (x).

Простий спосіб показати вищезазначений висновок як невірний — це використання діаграм Венна. Логічною мовою: висновок є недійсним, оскільки принаймні в одній інтерпретації предикатів він не зберігає дійсності.
Люди часто зазнають труднощів із застосуванням логічних правил. Наприклад, людина може сказати, що такий силогізм є дійсним, а насправді це не так:
1. У всіх птахів дзьоби.
2. У цієї істоти дзьоб.
3. Отже, ця істота — птах.

«Ця істота» цілком може бути птахом, але висновок не випливає з умови. У деяких інших тварин також є дзьоб, наприклад: у восьминога і кальмара є дзьоб, у деяких черепах і китоподібних є дзьоб. Помилки цього типу трапляються через те, що люди перевертають передумови. У цьому випадку «Усі птахи мають дзьоби» перетворюється на «Усі дзьобові тварини — це птахи». Зворотна передумова є правдоподібною, оскільки мало хто знає про випадки дзьобових істот, крім птахів, — але ця передумова не та, яку давали. Таким чином, дедуктивна помилка утворюється з пунктів, які можуть окремо виглядати логічними, але, коли вони розміщені разом, виявляються неправильними.